# Горбатюк Володимир Тимофійович

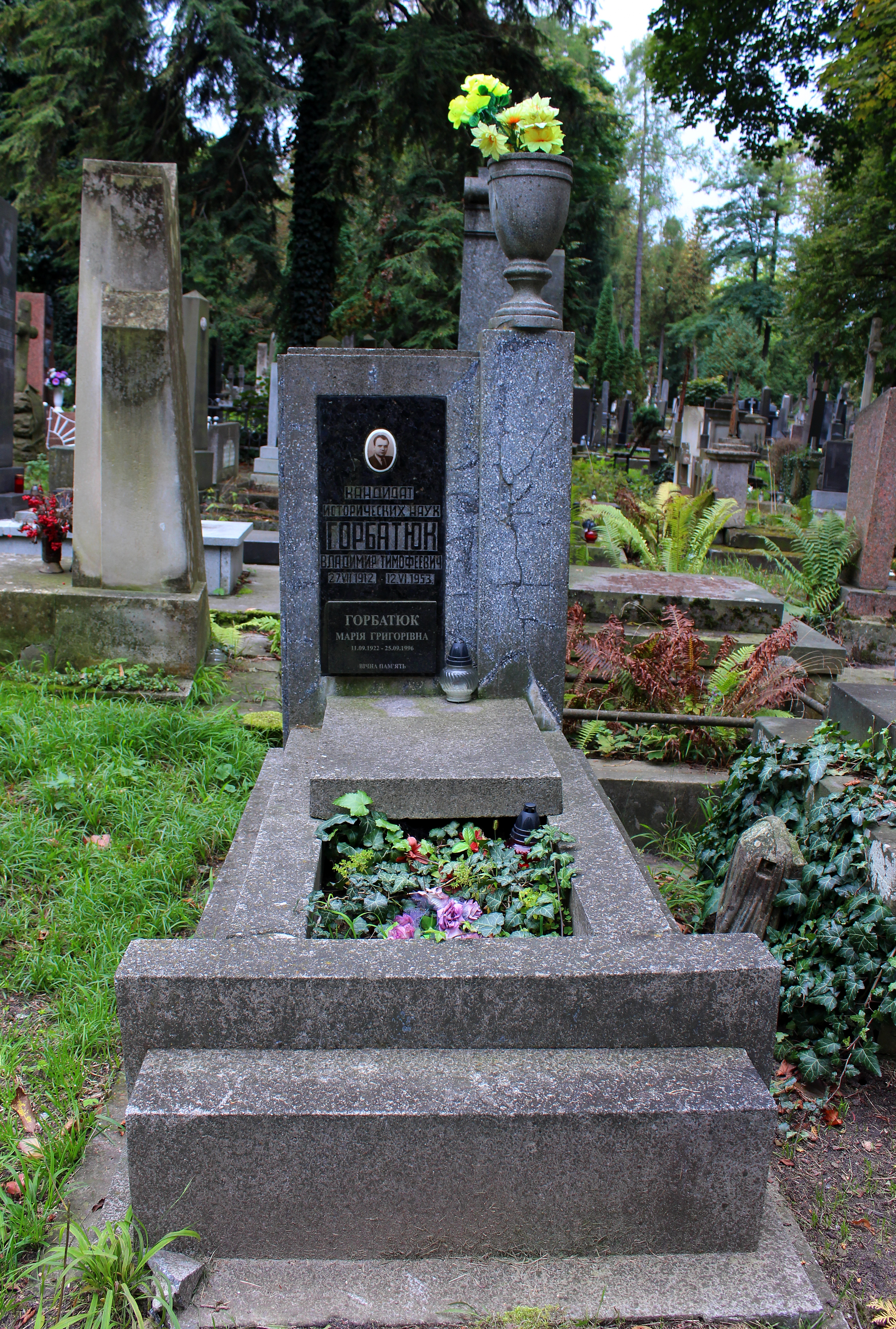

Володимир Тимофійович Горбатюк (27 липня 1912, Вила-Ярузькі — 12 червня 1953, Львів) — український історик, дослідник історії України ХІХ століття.

## Біографія
Народився 27 липня 1912 року в селі Вилах-Ярузьких (нині Могилів-Подільський район Вінницької області, Україна) у бідній українській селянській сім'ї. 1929 року закінчив професійну школу сільськогосподарського напрямку, працював колгоспним агротехніком. З 1930 по 1933 рік навчався в Одеському інституті соціального виховання та у 1933 році на курсах підготовки та перепідготовки викладачів суспільних наук вузів і технікумів при ЦК КП(б)У. Рік викладав у технікумі політичної освіти у Вознесенську. З 1934 по 1936 рік навчався на історичному факультеті Одеського державного університету, закінчивши його з відзнакою.
У 1937–1940 роках в Одеському державному університеті працював на посадах доцента та виконувача обов'язків завідувача кафедри історії України. Одночасно у 1936–1939 роках аспірант цього ж вишу (у 1938–1939 роках його науковим керівником був старший науковий співробітник Інституту історії України АН УРСР Олександр Оглоблина). Член ВКП(б) з 1939 року.
З 1940 року на лекторській роботі в Червоній армії. У липні 1941 року, в ході німецько-радянської війни, під час боїв під Мінськом потрапив в полон. Перебував у мінському таборі для військовополонених, з якого вдалося втекти. Повернувся до Вил-Ярузьких, де очолив підпільну більшовицьку групу. Після відвоювання села радянськими військами у 1944 році п'ять місяців очолював районну контору зв'язку.
З липня 1944 року знову в Одеському державному університеті. Працював на посадах доцента, виконувача обов'язків завідувача кафедри історії України, декана історичного факультету. З листопада 1944 року в Львівському державному університеті — доцент, виконувач обов'язків завідувача кафедри історії України, декан історичного факультету. Одночасно у 1945–1946 роках — старший науковий співробітник Львівського відділу Інституту історії України АН УРСР. У 1946 році нагороджений медаллю «3а доблесну працю у Великій Вітчизняній війні».
1951 року захистив кандидатську дисертацію на тему «Розвиток капіталізму в землеробстві і буржуазний розклад селянства на Україні в другій половині ХІХ століття». Працював над темою «Ленінська „Искра“ і боротьба за соціал-демократичну партію на Україні»
У 1952–1953 роках завідував відділом історії України Інституту суспільних наук АН УРСР у Львові. Керував колективом авторів, що готували монографію «Торжество ленінсько-сталінської політики на Україні», готував збірку статей, присвячених 300-річчю возз'єднання України з Росією (обидві книжки не були надруковані). Відзначився як ініціатор та активний учасник ідеологічних кампаній проти львівської школи М. С. Грушевського.
Мешкав у Львові з чотирма дітьми в будинку на вулиці Матейка, 2, помешкання 6. Раптово помер від алкоголізму за своїм робочим столом у Львові 12 червня 1953 року.
Похований на полі № 4 Личаківського цвинтаря.

## Праці
- До питання про утворення української народності/ В. Т. Горбатюк// Доповіді та повідомлення Львівського університету. - 1949. - № 2.

- М. С. Грушевський та його так звана школа./ В. Т. Горбатюк// Наукові записки Львівського університету. - 1946. - Т.1, № 1. - С. 3 - 39. [2]

## Нагороди
- Медаль «За доблесну працю у Великій Вітчизняній війні 1941—1945 рр.»